# Otto Wurzburg
Otto Wurzburg, bis etwa 1908 schrieb er sich selbst Würzburg, (* 10. Juli 1875 in Grand Rapids, Michigan, USA; † 1. Oktober 1951 ebenda) war ein amerikanischer Schachkomponist und zugleich starker Partiespieler. Er war ein Neffe von William Anthony Shinkman.
Wurzburg war von der Erstausgabe im Januar 1933 bis Dezember 1933 Sachbearbeiter der Kompositionsecke in The Chess Review.
Eine Reihe von bis zur Gegenwart immer wieder nachgedruckten spektakulären Schachkompositionen geht auf ihn zurück. Sein Name fällt heute vor allem im Zusammenhang mit Wurzburg-Plachutta (auch als doppelwendiger Holzhausen bezeichnet). Darunter versteht man eine erzwungene wechselseitige Verstellung zweier gleichschrittiger schwarzer Figuren ohne weißen Opferstein (mit weißem Opferstein: Plachutta). Diese schwierig zu realisierende Aufgabe hat Otto Wurzburg als erster gemeistert. Das Stammproblem:
|   | a | b | c | d | e | f | g | h |   |
| 8 |   |   |   |   |   |   |   |   | 8 |
| 7 |   |   |   |   |   |   |   |   | 7 |
| 6 |   |   |   |   |   |   |   |   | 6 |
| 5 |   |   |   |   |   |   |   |   | 5 |
| 4 |   |   |   |   |   |   |   |   | 4 |
| 3 |   |   |   |   |   |   |   |   | 3 |
| 2 |   |   |   |   |   |   |   |   | 2 |
| 1 |   |   |   |   |   |   |   |   | 1 |
|   | a | b | c | d | e | f | g | h |   |

Lösung:

1. Se5! droht 2. Db2 nebst 3. Sxg4/Sd7 mit Doppelschach und Matt; zieht im zweiten Zug ein Turm dazwischen, so folgt dennoch Matt, da dieser im Mattzug gefesselt wird.
1. … Tcd4 2. Dd5!! Die Drohung 3. Sd7 kann nur mit 2. … Txd5 pariert werden, worauf 3. Sxg4 matt folgt.
1. … Tdd4 2. De4!! Droht entsprechend 3. Sxg4, und nach 2. … Txe4 kommt 3. Sd7 matt.
Nebenspiel: 1. … Sb5 2. Dc6+ Txc6/Sxc6/Sd6/Td6 3. Sxg4/Te6/Sd7/Sd7 matt.
Die charakteristische Verstellung geschieht im ersten schwarzen Zug, der Schnittpunkt ist d4.